# 14 Comae Berenices
14 Comae Berenices, som är stjärnans Bayerbeteckning, är en ensam stjärna i stjärnbilden Berenikes hår. Stjärnan är av visuell magnitud +4,95 och synlig för blotta ögat vid någorlunda god seeing. Den är därmed den näst ljusstarkaste stjärnan i Comahopen, Melotte 111. Baserat på parallaxmätning inom Hipparcosuppdraget på ca 12,3 mas, beräknas den befinner sig på ett avstånd av ungefär 276 ljusår (85 parsek). från solen.

## Egenskaper
14 Comae Berenices är en gul till vit underjättestjärna av spektralklass F1IV:npS_sh. Spektrumet för denna stjärna är emellertid speciellt och det har tilldelats ett antal olika stjärnklassificeringar: A5, F0p, F0 III Sr, F0 vp, F1 IV: npSr skal, A9 IV np Sr II, F1 IV, och A9 V + skal. Abt & Morrell (1995) utsåg den till en Lambda Boötis-stjärna men blev senare motbevisad.  Inget ytmagnetiskt fält har observerats på 14 Comae Bernices. Den har en massa som är ca 2,4 gånger solens massa, en radie som är ca 23 gånger större än solens och utsänder ca 76 gånger mera energi än solen från dess fotosfär vid en effektiv temperatur på ca 7 300 K.
14 Comae Berenices är en välkänd skalstjärna med snabb rotation och har en projekterad rotationshastighet på 226 km/s, vilket ger stjärnan en något tillplattad form med en ekvatorialradie som är 12 procent större än den polära radien.